# Мохамед Абд Аль-Джавад
Мохамед Абд Аль-Джавад (араб. محمد عبد الجواد; нар. 28 листопада 1962, Джидда) — саудівський футболіст, що грав на позиції захисника.
Виступав, зокрема, за клуб «Аль-Аглі», з яким вигравав Клубний кубок чемпіонів Перської затоки, а також за національну збірну Саудівської Аравії, у складі якої двічі вигравав Кубок Азії з футболу.

## Клубна кар'єра
У дорослому футболі дебютував 1980 року виступами за команду клубу «Аль-Аглі» з рідної Джидди, кольори якої і захищав протягом усієї своєї кар'єри гравця, що тривала шістнадцять років. 1985 року у складі цієї команди ставав клубним чемпіоном Перської затоки.

## Виступи за збірну
1981 року дебютував в офіційних матчах у складі національної збірної Саудівської Аравії.
У складі збірної був учасником кубка Азії 1984 в Сінгапурі та кубка Азії 1988 в Катарі, на обох цих турнірах саудівці здобували титул континентальних чемпіонів.
Брав участь у чемпіонаті світу 1994 року у США, де його збірна для багатьох неочікувано подолала груповий етап і була учасницею плей-оф.
Загалом протягом кар'єри у національній команді, яка тривала 14 років, провів у формі головної команди країни 122 матчі, забивши 7 голів.

## Титули і досягнення
- Клубний чемпіон Перської затоки (1):

«Аль-Аглі»: 1985
- Володар Кубка Азії з футболу (2):

1984, 1988
- Срібний призер Азійських ігор: 1986